# Garhi-Malhara
Garhi-Malhara é uma cidade e uma nagar panchayat no distrito de Chhatarpur, no estado indiano de Madhya Pradesh.

## Demografia
Segundo o censo de 2001, Garhi-Malhara tinha uma população de 12 962 habitantes. Os indivíduos do sexo masculino constituem 53% da população e os do sexo feminino 47%. Garhi-Malhara tem uma taxa de literacia de 53%, inferior à média nacional de 59,5%: a literacia no sexo masculino é de 61% e no sexo feminino é de 45%. Em Garhi-Malhara, 16% da população está abaixo dos 6 anos de idade.